# Каменниковское сельское поселение
Каменнико́вское сельское поселение — муниципальное образование в составе Рыбинского района  Ярославской области. Административный центр — посёлок Каменники.

## География
Поселение расположено к северу от города Рыбинска на юге Рыбинского водохранилища. Оно занимает сравнительно крупный Каменниковский полуостров и населенный Юршинский остров. Полуостров вытянут в направлении север — юг. Его большая часть омывается водами водохранилища, а его южная оконечность отделена от остальной суши руслами рек Волга и Шексна, поэтому фактически это остров. Существование полуострова связано с особенностью создания Рыбинского водохранилища. При его строительстве были перекрыты плотинами две реки, на Волге был построен шлюз, а на Шексне — Рыбинская ГЭС. Поднявшиеся воды Волги и Шексны соединились, образовав водохранилище, при этом часть водораздельной возвышенности, отделявшей Шексну от Волги, осталась незатопленной, образовав полуостров.
Длина полуострова около 17 км, максимальная ширина — 7 км. Судоходный фарватер проходит западнее острова, по бывшему руслу Волги. На северо-западной оконечности полуострова находится урочище Рожново и Рожновский мыс, на котором находится метеорологическая станция.
Полуостров невысокий, максимальная высота в восточной части 115,8 на северной окраине деревни Угол, при номинальной высоте воды в водохранилище 101,8 м. Территория острова покрыта берёзовым и осиновым лесом, местами заболочена.
На полуострове расположен посёлок Каменники и несколько деревень. Южнее сельского поселения, ниже плотины ГЭС и шлюза расположен Волжский микрорайон города Рыбинска.
Поповский — единственный названный на карте ручей на территории поселения. Он начинается в центре Каменниковского полуострова и течёт в южном направлении, впадая в Волгу слева, на территории микрорайона Волжский, примерно на 1 км ниже шлюза. Это самый верхний левый приток Волги в пределах Горьковского водохранилища.
Юршинский остров также образовался при затоплении водохранилища из возвышенности на правом берегу Волги при впадении в неё реки Юга. На острове находится 5 деревень. Остров находится непосредственно к западу от посёлка Каменники и отделён от него волжским фарватером.
Поселение имеет хорошую транспортную связь с городом Рыбинском. На полуострове расположены посёлок Долгий Мох и деревни Вараксино, Починок, Угол и Юркино. Деревня Угол находится на дороге, связывающей Каменники с Рыбинском, это самая крупная в поселении деревня (41 человек).

## История
Каменниковское сельское поселение образовано 1 января 2005 года в соответствии с законом Ярославской области № 65-з от 21 декабря 2004 года «О наименованиях, границах и статусе муниципальных образований Ярославской области», границы сельского поселения установлены в административных границах Каменниковского сельского округа.

## Население
| 2007  | 2010  | 2011  | 2012  | 2013  | 2014  | 2015  |
| ----- | ----- | ----- | ----- | ----- | ----- | ----- |
| 3011  | ↘2873 | ↘2870 | ↘2832 | ↘2779 | ↘2737 | ↘2714 |
| 2016  | 2017  | 2018  | 2019  | 2020  | 2021  |       |
| ↘2694 | ↘2621 | ↘2557 | ↘2506 | ↘2470 | ↗2601 |       |

## Состав сельского поселения
В состав сельского поселения входят 11 населённых пунктов. 
| №  | Населённый пункт | Тип населённого пункта          | Население | Сельский округ |
| -- | ---------------- | ------------------------------- | --------- | -------------- |
| 1  | Антоново         | деревня                         | ↗28       | Каменниковский |
| 2  | Быково           | деревня                         | ↗6        | Каменниковский |
| 3  | Вараксино        | деревня                         | ↘8        | Каменниковский |
| 4  | Долгий Мох       | посёлок                         | →0        | Каменниковский |
| 5  | Каменники        | посёлок, административный центр | ↘2717     | Каменниковский |
| 6  | Липняги          | деревня                         | ↘5        | Каменниковский |
| 7  | Обухово          | деревня                         | ↗12       | Каменниковский |
| 8  | Починок          | деревня                         | →0        | Каменниковский |
| 9  | Угол             | деревня                         | ↗72       | Каменниковский |
| 10 | Юркино           | деревня                         | ↗17       | Каменниковский |
| 11 | Юршино           | деревня                         | ↗8        | Каменниковский |

## Почта
Почта в посёлке Каменники обслуживает сельское население Каменниковского полуострова.
Почтовое обслуживание Юршинского острова производит почтовое отделение в посёлке Судоверфь, центре соседнего Судоверфского сельского поселения.